# Rakuten
Rakuten, Inc. (楽天株式会社?, Rakuten Kabushiki-gaisha) è un'azienda giapponese di commercio elettronico con sede a Tokyo in Giappone.
Negli anni 2000 Rakuten si è trasformata in una delle dieci maggiori società operative su Internet a livello mondiale, insieme ad Amazon.com, InterActive Corporation (IAC), Expedia, fra gli altri. L'azienda conta oltre 3.700 dipendenti ed è quotata alla borsa tecnologica del Giappone (JASDAQ: 4755), con una capitalizzazione di mercato che sfiora i 5 miliardi di dollari.
Fra le sue proprietà si annovera il sito di commercio elettronico Rakuten Ichiba, che è anche il più grande sito di questo tipo in Giappone e uno dei più grandi al mondo per vendite. La sua presenza globale è stata rinforzata attraverso l'acquisizione di Buy.com (USA), Priceminister (oggi Rakuten Francia), Ikeda (oggi Rakuten Brasile), Tradoria (oggi Rakuten Germania), Play.com (UK/Isola di Jersey), Wuaki.tv (Spagna) e Kobo Inc. (Canada). L'azienda ha inoltre investimenti in Pinterest, Ozon.ru, AHA Life e Daily Grommet.

## Storia
La società fu fondata nel 1997 con il nome di M.D.M., Inc. Rakuten Shopping Mall ( 楽 天 市場, Rakuten Ichiba?) e iniziò le proprie attività a maggio dello stesso anno. Nel giugno 1999, M.D.M., Inc. ha cambiato il suo nome in Rakuten, Inc. A giugno del 2004, divenne il secondo sito Web più popolare in Giappone con un traffico mensile secondo solo a Yahoo! in termini di visitatori unici. Nel 2003 lanciò la più importante operazione finanziaria della sua storia con l'acquisizione di Mytrip Net Co. per 32 miliardi di yen, trasformando in Rakuten Travel quello che era uno dei principali operatori giapponesi nell'ambito della prenotazione di alloggi. Nel 2004 acquisì il 20% di Ctrip, un sito Web di viaggi cinese, che poi cedette tre anni più tardi per oltre 500 milioni di dollari
Nel 2005 il giro d'affari di Rakuten superò il valore di 1,1 miliardi di dollari, a fronte di utili per circa $ 320 milioni. Il 13 ottobre annunciò a sorpresa l'acquisto del 15.46% delle quote di Tokyo Broadcasting System, ma appena un mese e mezzo dopo ritirò l'offerta temendo un'OPA ostile. Nello stesso anno, Rakuten annunciò l'intenzione di incorporare LinkShare Corp al prezzo di 425 milioni di dollari, per espandere il proprio giro d'affari al di fuori del Giappone. L'operazione fu portata a termine cinque anni più tardi, acquisendo per tale cifra la titolarità di Linkshare USA, una società newyorkese di e-commerce e analisi di mercato, con la quale creò Linkshare Japan, compartecipata dalla società veicolo Traffic Gate (al 100% di Rakuten).
A tale operazione seguì una crescita per linee esterne che portò ad includere nel 2010 i portali buy.come PriceMinister, al prezzo di oltre 200 milioni di dollari Quest'ultimo era un sito di e-commerce francese di beni nuovi e usati, specializzato nella compravendita a un prezzo bloccato e garantito fra privati e professionisti, che già all'epoca aveva anche una versione ispanica e permise un primo ingresso di Rakuten nel mercato europeo. PriceMinister sarà completamente assorbito all'interno del gruppo otto anni più tardi.
Nel 2012 fu rilevato Wuaki.tv, un portale e servizio di video on demand con 1.5 milioni di utenti e 100 dipendenti nella sede di Barcellona, che posizionava Rakuten come un concorrente diretto di Amazon, Netflix e Apple nel settore della vendita di contenuti multimediali in streaming su Internet. L'anno successivo, la piattaforma di fidelizzazione del cliente MediaForge entrò a far parte del gruppo Rakuten. Il 13 febbraio 2014 acquista la società di messaggistica istantanea per dispositivi portatili Viber per 900 milioni di dollari. A luglio del 2017, Wuaki TV divenne ufficialmente Rakuten TV, attiva nello streaming video su richiesta A ottobre del 2019, fu lanciato il primo servizio di visualizzazione gratuita dei film a fronte dell'accettazione di un banner pubblicitario.

## Sponsorizzazioni
Il 16 novembre 2016, firmò un accordo per diventare lo sponsor principale del Football Club Barcelona dalla stagione 2017-2018 fino al 2020-21, mentre il 12 settembre 2017 sigla un accordo di sponsorizzazione con i Golden State Warriors, diventando così il primo sponsor sulla maglia della franchigia NBA.
La Rakuten è proprietaria di due squadre di baseball, i giapponesi Tohoku Rakuten Golden Eagles e i taiwanesi Rakuten Monkeys.